# Thereva unica
Thereva unica är en tvåvingeart som först beskrevs av Harris 1780.  Thereva unica ingår i släktet Thereva och familjen stilettflugor. Arten är reproducerande i Sverige. Inga underarter finns listade i Catalogue of Life.